# Ostriikî, Bila Țerkva
Ostriikî (în ucraineană Острійки) este localitatea de reședință a comunei Ostriikî din raionul Bila Țerkva, regiunea Kiev, Ucraina.

## Demografie
Componența lingvistică a localității Ostriikî
     Ucraineană (96,69%)
     Rusă (2,96%)
     Alte limbi (0,24%)
Conform recensământului din 2001, majoritatea populației localității Ostriikî era vorbitoare de ucraineană (96,69%), existând în minoritate și vorbitori de rusă (2,96%).